# Quando parla il cuore
Quando parla il cuore (English Vinglish) è un film del 2012 diretto da Gauri Shinde.

## Trama
In India vive una famiglia composta da Shashi, una casalinga ottima cuoca di dolci, Satish, e i loro due figli, un maschio ed una femmina. Tutta la famiglia tratta Shashi da povera casalinga ignorante, deridendola per il suo scarso inglese. Un giorno la donna viene invitata dalla sorella negli Stati Uniti per il matrimonio della nipote. Parte da sola 5 settimane prima della nozze, poi il marito la raggiungerà successivamente. Arriva a New York, dove realizza che non conoscendo la lingua inglese è enormemente limitata. Si scontra con il bel Laurent, immigrato francese che fa lo chef nella grande mela, e che rincontrerà per caso al corso di lingua inglese, che comincia a seguire spinta dalla voglia di migliorarsi. Shashi tiene segreta a tutta la famiglia la sua partecipazione al corso, con la sola nipote che la scopre mantenendo però il segreto in appoggio alla scelta della zia.
Laurent inizia ad affezionarsi a Shashi, ma lei ovviamente rifiuta ogni forma di corteggiamento ricordandogli che è sposata. Le settimane passano e arriva finalmente il marito con i due bambini sempre più irriverenti e sfrontati. Si avvicina il giorno del matrimonio e purtroppo coincide con il giorno dell'esame di inglese: i corsisti dovranno preparare un discorso di 5 minuti per superare l'esame ed avere l'attestato. Shashi è quasi sul punto di rinunciare al suo esame di inglese, spinta dai sensi di colpa e dalle recriminazioni del marito che la trova cambiata, in realtà sta solo migliorando se stessa. La nipote si reca alla scuola per comunicare al professore che sua zia vuole lasciare, ma il professore ha la brillante idea di fare seguire le lezioni a Shashi al telefono. Dopo mille peripezie e intoppi, quando tutto sembra perduto e l'esame sfumato, si risolve tutto brillantemente, grazie alla nipote che invita al proprio matrimonio l'insegnante d'inglese insieme a tutti i compagni di corso di Shashi.
Shashi, infatti, farà un discorso bellissimo al matrimonio della nipote e il professore lo riterrà valido per il superamento del corso di inglese. Il discorso sarà da monito anche al marito presuntuoso e ai figli arroganti, che capiranno gli errori commessi.
La famiglia dunque si riunirà, con Shashi che non sarà più vittima e passiva, ma prenderà in mano la sua vita consapevole e finalmente felice di quello che ha e della vita e della famiglia che ha costruito.

## Riconoscimenti
- Screen Awards
  - Most Promising Debut Director a Gauri Shinde
- Filmfare Awards
  - Best Debut Director a Gauri Shinde
- Hello Magazine Hall of Fame Awards
  - Outstanding Performance of the Year a Sridevi
- IRDS Film Award for Social Concern
  - Best Female Character a Sridevi
- Laadli National Award
  - Best Mainline Film
- Stardust Awards
  - Best Drama Actress a Sridevi
  - Best Debut Director a Gauri Shinde
- Star Guild Awards
  - Best Debut Director a Gauri Shinde
- Women's International Film and Television Showcase
  - Diversity Award
- Zee Cine Awards
  - Most Promising Director a Gauri Shinde
- International Indian Film Academy Awards
  - Best Debut Director a Gauri Shinde